# Альт, Фредерик
Фредерик Альт (Frederick «Fred» W. Alt, род. 17 августа 1949, Джонстаун, Пенсильвания) — американский учёный, специалист в области молекулярной биологии, генетики и иммунологии, онкологии.
Доктор философии, профессор Гарвардской медицинской школы, сотрудник Boston Children's Hospital и исследователь Howard Hughes Medical Institute. Член Национальных Академии наук (1994) и Медицинской академии (2011) США.
Директор программы клеточной и молекулярной медицины (прежде это был Институт иммунных заболеваний) Boston Children's Hospital. С 1991 года профессор генетики Гарвардской медицинской школы и с 1993 года именной профессор педиатрии Boston Children's Hospital. До 1991 года преподавал в Колумбийском университете, куда поступил в 1982 году ассистент-профессором биохимии, с 1985 года профессор биохимии и молекулярной биофизики. С 1987 года также исследователь Howard Hughes Medical Institute.
Шеф-редактор Advances in Immunology и член редколлегий других журналов, в частности Immunity (journal).
Степень доктора философии по биологии с отличием получил на кафедре биологических наук Стэнфорда в 1977 году, где занимался с Robert Schimke. Являлся постдоком в MIT, где занимался с Нобелевским лауреатом Дейвидом Балтимором.
Член Американской академии искусств и наук (1994), Американской академии микробиологии (1994) и Американской ассоциации содействия развитию науки (2010), ассоциированный член EMBO (1999).

## Награды и отличия
- Excellence in Mentoring Award Американской ассоциации иммунологов (2003)
- Clowes Memorial Award, AACR (2004)
- Robert J. and Claire Pasarow Foundation Medical Research Award[англ.] (2004)
- Rabbi Shai Shacknai Prize, Еврейский университет в Иерусалиме (2005)
- Leukemia & Lymphoma Society de Villiers International Achievement Award (2005)
- Irvington Institute Award (2005)
- NCI Alfred K. Knudson Award (2007)
- Novartis Prize for Basic Immunology[англ.] (2007)
- Huang Meritorious Career Award Американской ассоциации иммунологов (2007)
- Премия Вильяма Коли (2009)
- Kornberg-Berg Award (2012)
- Премия Розенстила (2014)
- Szent-Györgyi Prize for Progress in Cancer Research[англ.] (2015)
- HMS William Silen Lifetime Achievement in Mentoring Award (2016)[3]
- AACR Award for Lifetime Achievement in Cancer Research (2021)
- Paul Ehrlich and Ludwig Darmstaedter Prize[англ.] (2023)

Ежегодно Нью-Йоркский исследовательский институт рака присуждает Frederick W. Alt Award в его честь — за новые открытия в иммунологии рака.